# Agostino Cacciavillan
Agostino Cacciavillan (Novale di Valdagno, 14 agosto 1926 – Città del Vaticano, 5 marzo 2022) è stato un cardinale e arcivescovo cattolico italiano.

## Biografia
Agostino Cacciavillan è nato il 14 agosto 1926 a Novale di Valdagno, provincia e diocesi di Vicenza, in Veneto, nell'allora Regno d'Italia (oggi Repubblica Italiana).

### Formazione e ministero sacerdotale
Si è iscritto presso il Seminario vescovile di Vicenza, frequentando i corsi ginnasiali, filosofici e teologici. Ha ricevuto l'ordinazione sacerdotale il 26 giugno 1949 incardinandosi, ventiduenne, come presbitero della diocesi di Vicenza. Nei primi anni di sacerdozio ha operato come vicario cooperatore nella parrocchia di Santa Maria in Colle a Bassano del Grappa.
In seguito si è recato a Roma per completare gli studi presso la Pontificia Università Gregoriana, dove ha conseguito la licenza in scienze sociali; contemporaneamente si è laureato in Giurisprudenza all'Università degli Studi di Roma "La Sapienza", e in diritto canonico alla Pontificia Università Lateranense.
Dopo un periodo di lavoro presso la Segreteria di Stato della Santa Sede è stato assegnato come segretario alla nunziatura apostolica nelle Filippine.

### Nunzio apostolico
Il 17 gennaio 1976 papa Paolo VI lo ha nominato pro-nunzio apostolico in Kenya, succedendo a Pierluigi Sartorelli, dimissionario il giorno precedente; contestualmente gli è stata assegnata la sede titolare di Amiterno con dignità di arcivescovo titolare, a titolo personale. Ha ricevuto la consacrazione episcopale il 28 febbraio 1977, presso la basilica di San Pietro in Vaticano, per imposizione delle mani del cardinale Jean-Marie Villot, Segretario di Stato di Sua Santità, assistito dai co-consacranti monsignori Duraisamy Simon Lourdusamy, arcivescovo emerito di Bangalore e segretario della Congregazione per l'evangelizzazione dei popoli nonché futuro cardinale, e Carlo Fanton, vescovo titolare di Asolo e ausiliare di Vicenza. Come suo motto episcopale il neo arcivescovo Cacciavillan ha scelto In virtute Dei, che tradotto vuol dire "In virtù di Dio".
Il 9 maggio 1981 papa Giovanni Paolo II lo ha trasferito come pro-nunzio apostolico in India; è succeduto a Luciano Storero, trasferito a capo della nunziatura apostolica in Venezuela il 2 febbraio precedente.
Il 10 settembre 1983, con il breve Qui Dei consilio, è stata istituita la pro-nunziatura apostolica in Nepal; il 30 aprile 1985 è divenuto il primo rappresentante diplomatico della Santa Sede nel Paese asiatico, mantenendo anche l'incarico di nunzio di India.
Il 13 giugno 1990 papa Giovanni Paolo II lo ha nuovamente trasferito come pro-nunzio apostolico negli Stati Uniti d'America e osservatore permanente della Santa Sede presso l'Organizzazione degli Stati Americani; è succeduto a Pio Laghi, nominato pro-prefetto della Congregazione per l'educazione cattolica il 6 aprile precedente.
Il 5 novembre 1998 papa Giovanni Paolo II lo ha nominato presidente dell'Amministrazione del patrimonio della Sede Apostolica (A.P.S.A.), l'organismo che si occupa di amministrare i beni della Santa Sede e di fornire i fondi necessari al funzionamento della Curia romana; è succeduto al cardinale Lorenzo Antonetti, dimissionario per raggiunti limiti d'età.

### Cardinalato
Il 21 gennaio 2001, prima dell'Angelus, papa Giovanni Paolo II ha annunciato la sua creazione a cardinale nel concistoro del 21 febbraio seguente; è stato l'ottavo porporato a presiedere l'A.P.S.A. Durante la cerimonia, svoltasi alle 10:30 sul sagrato della Basilica di San Pietro in Vaticano, gli sono stati conferiti la berretta e la diaconia dei Santi Angeli Custodi a Città Giardino, vacante dal 21 dicembre 1973, giorno del trasferimento del cardinale Sebastiano Baggio al titolo cardinalizio di San Sebastiano alle Catacombe. Ha preso possesso della sua diaconia durante una cerimonia svoltasi il 21 aprile seguente alle ore 19:00.
Ha ricevuto inoltre incarichi in molteplici dicasteri della Curia romana: il 22 febbraio 2001 membro della Pontificia commissione per lo Stato della Città del Vaticano; il 15 maggio seguente membro della Congregazione per le Chiese orientali, della Congregazione per i vescovi e della Congregazione per l'evangelizzazione dei popoli; il 18 maggio membro del Pontificio consiglio per i testi legislativi e della Pontificia commissione per l'America Latina; il 2 maggio 2002 membro della Congregazione delle cause dei santi; il 6 giugno seguente membro del Supremo tribunale della Segnatura apostolica.
Il 1º ottobre 2002 papa Giovanni Paolo II ha accettato la sua rinuncia dalla direzione dell'Amministrazione del patrimonio della Sede Apostolica per raggiunti limiti d'età, ai sensi del can. 354 del Codice di diritto canonico, divenendone presidente emerito; gli è succeduto Attilio Nicora, fino ad allora vescovo emerito di Verona e delegato della Conferenza Episcopale Italiana per le questioni giuridiche.
Dopo la morte di papa Giovanni Paolo II, ha preso parte al conclave del 2005, che si è concluso con l'elezione al soglio pontificio di Benedetto XVI.
Il 14 agosto 2006, al compimento dell'ottantesimo genetliaco, ha perso il diritto di entrare in conclave ed ha cessato di essere membro dei dicasteri della Curia romana, in conformità all'art. II § 1-2 del motu proprio Ingravescentem Aetatem, pubblicato da papa Paolo VI il 21 novembre 1970.
Il 1º marzo 2008, a seguito della promozione all'ordine presbiterale del cardinale Darío Castrillón Hoyos, presidente della Pontificia commissione "Ecclesia Dei", è divenuto cardinale protodiacono, ovvero il cardinale dell'ordine diaconale di più antica creazione.
Il 21 febbraio 2011, durante un concistoro ordinario pubblico per il voto su alcune cause di canonizzazione, dopo averne fatto richiesta ha optato per l'ordine dei cardinali presbiteri mantenendo la diaconia di Santi Angeli Custodi a Città Giardino elevata a titolo presbiterale pro hac vice, avendo trascorso un decennio come cardinale diacono, ai sensi del can. 350 § 5-6 del Codice di diritto canonico; contestualmente ha cessato di essere cardinale protodiacono.
Il 16 febbraio 2022, in seguito al decesso del cardinale Luigi De Magistris, è divenuto il porporato italiano più anziano, ma è morto meno di un mese più tardi, il 5 marzo, presso la sua abitazione della Città del Vaticano, a 95 anni. Le solenni esequie sono state celebrate due giorni dopo all'Altare della Cattedra della basilica di San Pietro in Vaticano dal cardinale Giovanni Battista Re, decano del Collegio cardinalizio, e al termine delle stesse papa Francesco ha presieduto il rito dell'ultima commendatio e della valedictio. Il defunto cardinale è stato sepolto il 9 marzo nel cimitero di Arzignano, a seguito di una seconda messa funebre presieduta dal vescovo di Vicenza, Beniamino Pizziol, nella chiesa parrocchiale della stessa località.

## Genealogia episcopale e successione apostolica
La genealogia episcopale è:
- Cardinale Scipione Rebiba
- Cardinale Giulio Antonio Santori
- Cardinale Girolamo Bernerio, O.P.
- Arcivescovo Galeazzo Sanvitale
- Cardinale Ludovico Ludovisi
- Cardinale Luigi Caetani
- Cardinale Ulderico Carpegna
- Cardinale Paluzzo Paluzzi Altieri degli Albertoni
- Papa Benedetto XIII
- Papa Benedetto XIV
- Papa Clemente XIII
- Cardinale Giovanni Francesco Albani
- Cardinale Carlo Rezzonico
- Cardinale Antonio Dugnani
- Arcivescovo Jean-Charles de Coucy
- Cardinale Gustave-Maximilien-Juste de Croÿ-Solre
- Vescovo Charles-Auguste-Marie-Joseph Forbin-Janson
- Cardinale François-Auguste-Ferdinand Donnet
- Vescovo Charles-Emile Freppel
- Cardinale Louis-Henri-Joseph Luçon
- Cardinale Charles-Henri-Joseph Binet
- Cardinale Maurice Feltin
- Cardinale Jean-Marie Villot
- Cardinale Agostino Cacciavillan

La successione apostolica è:
- Vescovo Bali Gali (1984)
- Cardinale Francis Eugene George, O.M.I. (1990)

## Pubblicazioni
- Il dominio delle cose esteriori e la proprietà privata nel pensiero di S. Tommaso d'Aquino, Istituto padano di arti grafiche, Rovigo 1951.
- Appunti sul rapporto tra economia e diritti, 1954.
- Alle origini della delegazione apostolica nelle Filippine. La delegazione di mons. Placide-Louis Chapelle (1899-1901), Città del Vaticano 1962.
- Italian missionaries in the Philippines, Manila 1964.
- Amore e verità. La missione di un nunzio, Libreria Editrice Vaticana, Città del Vaticano 2001.
- Due omelie salesiane, Libreria Editrice Vaticana, Città del Vaticano 2002.
- Patrone d'Europa, Libreria Editrice Vaticana, Città del Vaticano 2002.
- Indian church sharing. Dialogue and mission, Mar Thoma Togam, Roma 2003.
- La nona Settimana Montiniana di Concesio (Brescia), Brescia 2008.
- Prefazione in Paolo VI, Voi siete figli dei santi. Paolo VI ai carmelitani, Graphe.it edizioni, Perugia 2008 – ISBN 978-88-89840-38-2
- L'Emmanuele, Dio con noi, Libreria Editrice Vaticana, Città del Vaticano – ISBN 978-88-209-8956-9